# Boston-Marathon 1943
| 47. Boston-Marathon    | 47. Boston-Marathon        |
| ---------------------- | -------------------------- |
| Stadt                  | Boston, Vereinigte Staaten |
| Datum                  | 18. April 1943             |
| Distanz                | 41,1 – 42,2 Kilometer      |
| Sieger                 |                            |
| Männer                 | Gérard Côté (2:28:25 h)    |
| ← Boston-Marathon 1942 | Boston-Marathon 1944 →     |
| Website                | Offizielle Website         |

Der Boston-Marathon 1943 war die 47. Ausgabe der jährlich stattfindenden Laufveranstaltung in Boston, Vereinigte Staaten. Der Marathon fand am 18. April 1943 statt. Die Laufdistanz betrug zwischen 41,1 und 42,2 Kilometer.
Es gewann Gérard Côté in 2:28:25 h.

## Ergebnis
| Platz | Athlet          | Land               | Zeit (h) |
| ----- | --------------- | ------------------ | -------- |
| 01    | Gérard Côté     | Kanada             | 2:28:25  |
| 02    | Johnny Kelley   | Vereinigte Staaten | 2:30:04  |
| 03    | Fred McGlone    | Vereinigte Staaten | 2:30:41  |
| 04    | Lloyd Bairstow  | Vereinigte Staaten | 2:33:47  |
| 05    | Leslie Pawson   | Vereinigte Staaten | 2:35:58  |
| 06    | Don Heinicke    | Vereinigte Staaten | 2:38:52  |
| 07    | William Wiklund | Vereinigte Staaten | 2:41:46  |
| 08    | Tony Medeiros   | Vereinigte Staaten | 2:44:17  |
| 09    | Louis Young     | Vereinigte Staaten | 2:44:44  |
| 10    | Michael O’Hara  | Vereinigte Staaten | 2:46:14  |